# K.R.C. Genk
Koninklijke Racing Club Genk (phát âm tiếng Hà Lan: [ˈkoːnɪŋkləkə ˈreːsɪŋ ˌklɵp ˈɣɛŋk]), thường được gọi là KRC Genk, Racing Genk hoặc đơn giản Genk, là một câu lạc bộ bóng đá chuyên nghiệp của Bỉ có trụ sở tại thành phố Genk ở Limburg. Racing Genk chơi tại Giải bóng đá vô địch quốc gia Bỉ và đã giành chức vô địch 4 lần. Họ cũng vô địch Cúp bóng đá Bỉ 4 lần. Họ lọt vào vòng bảng UEFA Champions League vào các mùa giải 2002–03, 2011–12 và 2019–20.
Câu lạc bộ được thành lập vào năm 1988 bằng việc sáp nhập Waterschei Thor với KFC Winterslag. Câu lạc bộ là một trong những đội bóng thành công nhất ở Bỉ kể từ cuối những năm 1990 và họ thường xuyên góp mặt ở các giải đấu châu Âu. Họ chơi các trận đấu sân nhà của họ ở sân Luminus Arena. Trang phục chính của họ có màu xanh lam và trắng.

## Thành tích
- Giải vô địch bóng đá Bỉ:
  - Vô địch (3): 1998-99, 2001-02, 2010-11
  - Hạng nhì (2): 1997-98, 2006-07
- Giải vô địch bóng đá hạng hai Bỉ:
  - Vô địch (1): 1975-76
  - Hạng nhì (2): 1986-87, 1995-96
- Giải vô địch bóng đá hạng hai Bỉ vòng chung kết:
  - Vô địch (1): 1987, 1990
  - Hạng nhì (1): 1974
- Cúp bóng đá Bỉ:
  - Vô địch (4): 1997-98, 1999-00, 2008-09, 2012-13
- Siêu cúp bóng đá Bỉ:
  - Vô địch (1): 2011
  - Hạng nhì (5): 1998, 1999, 2000, 2002, 2009

## Cúp châu Âu
Tính đến tháng 3 5, 2006:
| Giải                   | Số lần tham dự | Số trận | Thắng | Hoà | Thua | Bàn thắng | Bàn thua |
| ---------------------- | -------------- | ------- | ----- | --- | ---- | --------- | -------- |
| Cúp bóng đá C1 châu Âu | 2              | 10      | 2     | 4   | 4    | 10        | 18       |
| Cúp C2 châu Âu         | 1              | 6       | 3     | 3   | 0    | 16        | 3        |
| Cúp UEFA               | 2              | 8       | 4     | 1   | 3    | 15        | 15       |
| Cúp Intertoto          | 2              | 10      | 6     | 1   | 3    | 22        | 13       |

## Cầu thủ

### Đội hình hiện tại
Tính đến ngày 30/1/2024
Ghi chú: Quốc kỳ chỉ đội tuyển quốc gia được xác định rõ trong điều lệ tư cách FIFA. Các cầu thủ có thể giữ hơn một quốc tịch ngoài FIFA.
| Số | VT | Quốc gia               | Cầu thủ                           |
| -- | -- | ---------------------- | --------------------------------- |
| 1  | TM | Bỉ                     | Hendrik Van Crombrugge            |
| 2  | HV | Hoa Kỳ                 | Mark McKenzie                     |
| 3  | HV | Tây Ban Nha            | Mujaid Sadick                     |
| 4  | TV | Bờ Biển Ngà            | Aziz Ouattara Mohammed            |
| 7  | TV | Gambia                 | Alieu Fadera                      |
| 8  | TV | Bỉ                     | Bryan Heynen (đội trưởng)         |
| 9  | TĐ | Thụy Sĩ                | Andi Zeqiri                       |
| 14 | TV | Nigeria                | Yira Sor                          |
| 17 | TV | Slovakia               | Patrik Hrošovský                  |
| 18 | HV | Cộng hòa Dân chủ Congo | Joris Kayembe                     |
| 19 | TV | Bỉ                     | Anouar Ait El Hadj                |
| 22 | HV | Ukraina                | Eduard Sobol (mượn từ Strasbourg) |
| 24 | TV | Bỉ                     | Luca Oyen                         |

| Số | VT | Quốc gia  | Cầu thủ                |
| -- | -- | --------- | ---------------------- |
| 25 | TV | Argentina | Matías Galarza         |
| 26 | TM | Bỉ        | Maarten Vandevoordt    |
| 27 | TĐ | Bỉ        | Ken Nkuba              |
| 30 | TM | Bỉ        | Vic Chambaere          |
| 34 | TV | Maroc     | Bilal El Khannous      |
| 41 | TM | Bỉ        | Mike Penders           |
| 46 | HV | Colombia  | Carlos Cuesta          |
| 70 | TV | Guinée    | Ibrahima Sory Bangoura |
| 77 | TV | Maroc     | Zakaria El Ouahdi      |
| 90 | TV | Ghana     | Christopher Bonsu Baah |
| 99 | TĐ | Nigeria   | Tolu Arokodare         |

### Cho mượn
Ghi chú: Quốc kỳ chỉ đội tuyển quốc gia được xác định rõ trong điều lệ tư cách FIFA. Các cầu thủ có thể giữ hơn một quốc tịch ngoài FIFA.
| Số | VT | Quốc gia | Cầu thủ                                                      |
| -- | -- | -------- | ------------------------------------------------------------ |
| —  | TV | Kosovo   | Edon Zhegrova (tại Basel đến ngày 30 tháng 6 năm 2020)       |
| —  | HV | Bỉ       | Rubin Seigers (tại Beerschot đến ngày 30 tháng 6 năm 2020)   |
| 16 | TĐ | Bỉ       | Dante Vanzeir (tại KV Mechelen đến ngày 30 tháng 6 năm 2020) |
| 20 | TV | Croatia  | Ivan Fiolić (tại AEK Larnaca đến ngày 31 tháng 5 năm 2020)   |

| Số | VT | Quốc gia | Cầu thủ                                                            |
| -- | -- | -------- | ------------------------------------------------------------------ |
| 24 | HV | Maroc    | Amine Khammas (tại Lommel đến ngày 30 tháng 6 năm 2020)            |
| 30 | TM | Bỉ       | Nordin Jackers (tại Waasland-Beveren đến ngày 30 tháng 6 năm 2020) |
| 91 | TĐ | Bỉ       | Adriano Bertaccini (tại Deinze đến ngày 30 tháng 6 năm 2020)       |
| 93 | TĐ | Bỉ       | Zinho Gano (tại Antwerp đến ngày 30 tháng 6 năm 2020)              |

## Cầu thủ nổi tiếng
- Thập niên 1980:  Mark Farrington (1988-89)
- Thập niên 1990: Carmel Busuttil, Branko Strupar, Souleymane Oulare, Bart Goor, Marc Hendrikx, Philippe Clement
- Thập niên 2000: Didier Zokora, Josip Skoko, Koen Daerden, Kevin Vandenbergh, Moumouni Dagano, Mirsad Bešlija, Sunday Oliseh, Wesley Sonck

## Huấn luyện viên nổi tiếng
- Thập niên 1990: Enver Alisic (?-1995), Aimé Anthuenis (1995-1999), Jos Heyligen (1999-2000), Johan Boskamp (2000)
- Thập niên 2000: Pierre Denier (2001), Sef Vergoossen (2001-2003), Pierre Denier và Ronny Van Geneugden (2003-2004), René Vandereycken (2004-2005), Hugo Broos (2005-nay)